# Sarah Packiam
Sarah Packiam (Wicklow, Irlanda, 2 de octubre de 1982) es una cantante y compositora irlandesa de género popular.
Sarah nació y se crio en Irlanda, donde escribió su primera canción a los 12 años. A los 14 ya se había establecido como cantante y compositora ganando el Festival de la Canción Nacional 2FM en 1997. Ese mismo año representó a Irlanda en el Concurso de la Canción de Gente Joven de Europa (SCYP), donde obtuvo el segundo lugar. Le siguieron una cantidad de actuaciones en vivo para la televisión y la firma de un contrato discográfico con EMI Irlanda antes de cumplir 15.
Su padre es un guitarrista de blues de la India, quien ha inspirado a Sarah en sus influencias musicales, donde combina instrumentos tradicionales irlandeses como así también la mandolina y tablas para crear sus melodías pop/alternativas.
A la edad de 18 años, Sarah se trasladó con su familia a España, donde se presentó regularmente en bares y discotecas en la banda de la familia. Ese año fue descubierta por Jon Secada, quien la llevó a Miami y comenzaron proyectos junto al productor Tim Mitchell. En 2009, Sarah fue parte de una gira promoción de Shakira cantando coros y tocando el banjo.
Su primer álbum independiente se llamó One For Two, y fue lanzado en febrero de 2012, mientras que en mayo de 2013 se editó el EP Dream. Ambos están disponibles en línea en iTunes, Spotify y Pandora.
En 2014, su canción Silly Little Love Songs consiguió el tercer puesto en el Concurso de la Canción Internacional (ISC), y Sarah fue la artista invitada en los conciertos de Smashmouth y Jason Mraz en el Festival Sunfest. Ese mismo año cantó con Ricky Martin, Carole King, Gloria Estefan, Queen Latifah y otros artistas en la evento The Power of Love Gala en Las Vegas.
Sarah Packiam realizó su primera visita promocional a la Argentina en noviembre de 2014. Se presentó en varios predios de la ciudad de Buenos Aires incluyendo el Hard Rock Cafe.

Actualmente, Sarah se encuentra grabando su tercer álbum en Miami, y se espera que esté finalizado para abril de 2015.

## Discografía
- One For Two (2012).
- Dream (2014); EP.
- Silly Little Love Songs (2014); sencillo.